# Городское поселение Можайск
Городско́е поселе́ние Можа́йск — упразднённое 8 февраля 2018 года муниципальное образование в бывшем Можайском муниципальном районе Московской области, включающее город Можайск и ещё 21 близлежащий населённый пункт.
Крупнейший населённый пункт — город Можайск. Площадь территории городского поселения составляет 7792 га (77,92 км²).

## История
В ходе реализации Федерального закона «Об общих принципах организации местного самоуправления в Российской Федерации» (№ 131-ФЗ от 6 октября 2003 года, вступил в силу 1 января 2006 года) в Московской области были созданы муниципальные образования. 21 декабря 2004 года Можайский район был наделён статусом муниципального, в его составе были образованы городские и сельские поселения.
Городское поселение Можайск первоначально включило только 15 населённых пунктов. Но в новой редакции закона от 30 марта 2005 года были добавлены также посёлок им. Дзержинского, деревни Кожухово, Отяково, Рыльково и Ченцово, первоначально включённые в сельское поселение Кожуховское; а также деревня Большое Новосурино и посёлок Колычёво, первоначально включённые в сельское поселение Колычёвское.

## Население
| 2006    | 2007    | 2008    | 2009    | 2010    | 2011    |
| ------- | ------- | ------- | ------- | ------- | ------- |
| 41 963  | ↗41 985 | ↘30 480 | ↗41 556 | ↗44 364 | ↘44 123 |
| 2012    | 2013    | 2014    | 2015    | 2016    | 2017    |
| →44 123 | ↘43 749 | ↘43 671 | ↘43 594 | ↘43 493 | ↘43 429 |
| 2018    |         |         |         |         |         |
| ↘43 083 |         |         |         |         |         |

## Населённые пункты городского поселения Можайск
Городское поселение Можайск включает 22 населённых пункта:
| Вид     | Наименование                    | Население, чел. | ОКАТО          | Бывшая административная единица |
| ------- | ------------------------------- | --------------- | -------------- | ------------------------------- |
| деревня | Большое Новосурино              | 157             | 46 233 852 027 | Ямской сельский округ           |
| посёлок | Гидроузел                       | 1013            | 46 233 831 013 | Кукаринский сельский округ      |
| деревня | Заречная Слобода                | 141             | 46 233 831 006 | Кукаринский сельский округ      |
| деревня | Ильинская Слобода               | 92              | 46 233 831 004 | Кукаринский сельский округ      |
| посёлок | им. Дзержинского                | 786             | 46 233 825 026 | Кожуховский сельский округ      |
| деревня | Исавицы                         | 100             | 46 233 831 008 | Кукаринский сельский округ      |
| деревня | Кожухово                        | 33              | 46 233 825 001 | Кожуховский сельский округ      |
| посёлок | Колычёво                        | 2030            | 46 233 852 011 | Ямской сельский округ           |
| деревня | Красный Балтиец                 | 928             | 46 233 852 012 | Ямской сельский округ           |
| деревня | Кукарино                        | 165             | 46 233 831 001 | Кукаринский сельский округ      |
| деревня | Марфин-Брод                     | 66              | 46 233 831 002 | Кукаринский сельский округ      |
| посёлок | Медико-Инструментального Завода | 1115            | 46 233 831 014 | Кукаринский сельский округ      |
| город   | Можайск                         | 31460           | 46 233 501     |                                 |
| деревня | Москворецкая Слобода            | 113             | 46 233 831 003 | Кукаринский сельский округ      |
| деревня | Новая                           | 77              | 46 233 831 007 | Кукаринский сельский округ      |
| деревня | Отяково                         | 72              | 46 233 825 005 | Кожуховский сельский округ      |
| деревня | Рыльково                        | 39              | 46 233 825 004 | Кожуховский сельский округ      |
| посёлок | Строитель                       | 2954            | 46 233 825 025 | Кожуховский сельский округ      |
| деревня | Тетерино                        | 123             | 46 233 831 010 | Кукаринский сельский округ      |
| деревня | Тихоново                        | 16              | 46 233 831 011 | Кукаринский сельский округ      |
| деревня | Ченцово                         | 114             | 46 233 825 002 | Кожуховский сельский округ      |
| деревня | Ямская                          | 369             | 46 233 852 001 | Ямской сельский округ           |

## Местное самоуправление
Структуру органов местного самоуправления городского поселения Можайск составляют:
- Совет депутатов городского поселения Можайск; состоит из 20 депутатов избираемых на муниципальных выборах на основе всеобщего, равного и прямого избирательного права при тайном голосовании сроком на 4 года.
- Глава городского поселения Можайск; избирается гражданами, проживающими на территории городского поселения Можайск, сроком на 4 года.
- Администрация городского поселения Можайск (исполнительно-распорядительный орган); формируется главой городского поселения Можайск на основе утверждённой Советом депутатов структуры администрации городского поселения Можайск[19].

Партийный состав Совета депутатов городского поселения Можайск:
| Партии                           | 2009 | 2013 | 2017 |
| -------------------------------- | ---- | ---- | ---- |
| Самовыдвижение                   | —    | 8    | 6    |
| Единая Россия                    | —    | 6    | 12   |
| Альянс зелёных — Народная партия | —    | 3    | —    |
| КПРФ                             | —    | 1    | —    |
| Справедливая Россия              | —    | 1    | 1    |
| Родина                           | —    | 1    | 1    |
| Всего                            | 20   | 20   | 20   |

Глава городского поселения Можайск
- Овчинников Василий Михайлович — с 10 сентября 2013 года[21].
- Сунгуров Игорь Валентинович — с 13 октября 2009 года по ? 2013 года(отставка)[22].
- Насонов Владимир Владимирович — с 2000 года по 1 марта 2009 года[23].
- Еременко Геннадий Николаевич.

Судебную власть осуществляют Можайский городской суд Московской области и мировые судьи.